# Doppelkuppe
Die Doppelkuppe ist ein Berg in der Hardap-Region im Südwesten Namibias. Er erreicht eine Höhe von 1862 m. Die Doppelkuppe liegt etwa fünf Kilometer westlich der D707 und etwa 13 km westlich der Hauptstraße C27 am Ostrande der Namib.